# Girolamo Gigli
Girolamo Gigli est un poète et philologue italien, né à Sienne en 1660 et mort à Rome en 1722.

## Biographie
Son père, nommé Giuseppe Nenci était d’une honnête famille de Sienne. Girolamo y naquit le 14 octobre 1660. Il fil de très bonnes études, et s’appliqua surtout à l’éloquence ; mais, jusqu’à l’âge de quatorze ans, il n’annonçait rien d’extraordinaire. Il existait alors à Sienne un vieillard riche et sans héritiers, nommé Girolamo Gigli, parent assez proche du jeune Nenci, du côté de sa mère ; ce Gigli, voyant en lui l’annonce d’une bonne conduite, d’une réunion de qualités peu commune et d’une santé florissante, résolut de l’adopter, de lui donner son nom et tous ses biens, ne doutant point qu’il ne les transmît à une nombreuse postérité. Ce projet fut exécuté dans les formes légales, et avec la plus grande solennité. Le père adoptif, pressé de réaliser ses espérances, trouva promptement pour son fils un parti qui lui parut convenable, et le maria le 29 avril 1675, lorsqu’il il n’avait encore que quatorze et demi. Le vieux Gigli s’était si peu trompé dans ses calculs, que de ce mari, encore enfant, et de sa femme qui, il est vrai, était plus âgée, naquirent dans un certain nombre d’années douze enfants. Il ne vit naitre que les deux premiers, et fut emporté par une maladie, moins de quatre ans après l’adoption qu’il avait faite. Girolamo Nenci ou Gigli se trou va donc, à l’âge de dix-huit ans, possesseur d’un héritage considérable, marié, père de famille, et ne voyant devant lui que la perspective la plus riante. Son amour pour l’étude ne s’était point refroidi. Pendant ces quatre années il avait achevé sa propre éducation, et s’était mis en état de diriger celle de ses enfants. La philosophie, l’histoire, l’astronomie, la musique, l’architecture, l’avaient successivement occupé. Il y joignit l’agriculture, lorsque, maître de sa fortune, il put vérifier les théories par la pratique dans sa belle maison de campagne de Monte-Specchio, qui n’était qu’à trois milles de Sienne. La vivacité, le tour piquant et l’originalité de son esprit s’étaient montrés en même temps dans des poésies soit lyriques, soit dramatiques, tantôt sérieuses, tantôt gaies, et souvent satiriques, genre auquel il était porté par une causticité naturelle, que sa position indépendante ne l'engageait pas à contenir. Les mêmes qualités brillaient dans ses compositions en prose, où l’on trouvait aussi le même penchant à la satire. Il ne tarda pas à se faire beaucoup d’ennemis ; mais le nombre de ses admirateurs augmentait de même tous les jours. Il fut admis dans les académies les plus célèbres de l’Italie, entre autres dans celles des Intronati de Sienne, des Arcades de Rome, où il prit le nom d'Amaranto Sciaditico, et enfin dans l’Accademia della Crusca. Ce fut pour des réunions académiques plus particulières, et principalement pour le collège des nobles de Sienne, qu’il fit ses premiers drames en musique : sa Geneviève, exécutée par six pensionnaires de ce collège, eut un si grand succès qu’elle lui fut demander à Rome, à Brescia, et dans plusieurs autres villes, où elle ne réussit pas moins qu'à Sienne. Son Louis le Pieux, et plusieurs autres drames, ses cantates, ses fêtes théâtrales, composées à la demande des personnes du plus haut rang, pour des occasions d’éclat, et représentées avec toute la pompe que l’on donnait à ces sortes de fêtes, lui acquirent dans ce genre, alors nouveau, une réputation qui précéda celle d'Apostolo Zeno et de Metastasio. Il eut l’ambition de joindre à tant d’avantages ceux dont les nobles jouissaient à Sienne ; et ses amis parvinrent à le faire appeler, en 1684, à l’une des magistratures qui conféraient la noblesse.
C’était dans ce temps-là même, que ses pièces de théâtre, sérieuses et comiques, se succédaient le plus rapidement, et étaient reçues avec des applaudissements universels. La franchise de son caractère, et sa piété qui, au milieu d’une vie si dissipée, était vive et sincère, lui faisaient surtout prendre à tâche de démasquer les hypocrites, et de les attaquer dans ses comédies sans aucun ménagement. Sa traduction en prose du Tartuffe de Molière, qu’il fit jouer sous le titre de Don Pilone, ou plutôt qu'il joua lui-même sur le grand théâtre de Sienne, prouve assez quel courage et quelle chaleur il mettait dans cette guerre ouverte. Il se chargea du rôle principal, et engagea neuf de ses amis à jouer les autres, chacun selon les conformités physiques qu’il pouvait avoir avec ces divers personnages. Il alla plus loin ; il imita la prononciation, la démarche, les gestes d’un hypocrite fort connu dans la ville, et que le tribunal de l’inquisition, établi à Sienne, avait été forcé de condamner à l’emprisonnement pour des méfaits reconnus et prouvés : il s'habilla comme lui, et fit copier avec la même fidélité, par sa troupe, les personnes qui s’étaient le plus ouvertement déclarées pour ou contre ce sycophante. Que l’on juge des éclats de rire, des applaudissements, des trépignements d’une assemblée nombreuse à l’apparition de chacun des acteurs, à tous ces traits de ressemblance parfaite, et à ce que tous ces rôles de théâtre avaient d'analogue avec ceux qu’on avait vu jouer réellement dans la ville. Quelque temps après, le cardinal Ottoboni, passant à Sienne désira voir cette pièce représentée par les mêmes acteurs ; mais les dévots et les dévotes de Don Pilone se donnèrent tant de mouvement qu’ils parvinrent à empêcher que la représentation eût lieu. Gigli n'en devint que plus animé contre les hypocrites, et plus ardent à les poursuivre. Il les traita sans miséricorde dans un chant de cinquante octaves en style burlesque, qu’il lut publiquement dans une séance académique, tenue au milieu des jardins Piccolomini, devant le prélat Forteguerri, ingénieux auteur du poème de Richardet. Au carnaval suivant, il parut sur la place publique de Sienne, masqué en Don Pilone, porté dans un fauteuil commode, distribuant aux dames, dans leurs carrosses, un madrigal plaisant et satirique, détournant d'elles ses regards hypocrites, et faisant toutes les simagrées d’un vrai Tartuffe. Ces bouffonneries et les cris de ceux qu’elles attaquaient, n'empêchèrent point le grand-duc Cosme III de le nommer professeur de littérature toscane dans l’Université de Sienne. Ses leçons attirèrent bientôt une foule d’auditeurs. Cette affluence et l’avidité avec laquelle elles étaient écoutées, l'engagèrent à les rassembler en un volume, qui a été réimprimé plusieurs fois.
Il entreprit, vers le même temps, un travail difficile, qui paraissait peu analogue à un esprit aussi vif que le sien ; c’était une édition complète des Lettres et des autres œuvres de Sainte Catherine de Sienne, écrites en italien dès XIVe siècle, avec la plus grande pureté. Les manuscrits originaux, conservés chez les dominicains de Sienne, lui servirent pour corriger le texte, altéré dans toutes les éditions précédentes, et pour l’augmenter de beaucoup de pièces inédites. Il fut soutenu dans cette entreprise par son zèle pour langue de sa patrie, et par la dévotion spéciale qu’il avait pour cette sainte. Il allait tous les jours lui rendre hommage dans la chapelle où l’on en conservé la tête saine et entière ; et on l’y avait vu plus d’une fois fondre en larmes. Les travaux préliminaires de cette édition étaient terminés, et il était prêt à en commencer l’impression lorsqu’il reçut ordre de se rendre à Florence, devant le grand-duc, pour répondre à des accusations portées contre lui par des moines qu’il avait trop peu ménagés dans ses satires. Ils avaient tellement prévenu l’esprit du souverain, que Gigli sentit bien qu’il avait tout à craindre : mais il se tira de ce mauvais pas par un trait d’assurance et d’adresse qui lui réussit au-delà de ses espérances. Arrivé devant Cosme III, au lieu d’attendre, comme il le devait, que le grand-duc lui dit pourquoi il avait fait venir, et quel était le sujet de son mécontentement, il prit la parole, protesta de sou empressement à se rendre aux ordres de S. A. R., assura qu’il ne lui en avait rien coûté de quitter le travail dont il était occupé, quelque important que fût ce travail pour l’honneur de sa patrie, pour le bien de la langue toscane, et pour intérêts même de la religion : alors parla de Sainte Catherine, et de sa vie, et de ses ouvrages, et des beautés de son style ; et comme ce sujet ne manquait jamais de l’émouvoir, il se laissa entrainer à son enthousiasme, fut si éloquent, si profondément touché, qu’il émut le prince lui-même ; et celui-ci quittant le rôle de juge irrité, oublia entièrement l’objet pour lequel il avait mandé Gigli, et ne lui fit plus de questions que sur l’objet de son entreprise. L’adroit Gigli fit entendre qu’elle aurait été plus avancée s’il n’avait été retenu par les frais considérables qu’elle exigeait, et que sa fortune, déjà fort dérangée, ne lui avait pas permis de faire. Le grand-duc se chargea de lever cet obstacle ; il autorisa par un ordre exprès l’éditeur de Sainte Catherine à prendre, dans les magasins de l’imprimerie ducale, tout le papier dont il aurait besoin : et Gigli, au grand dépit de ses ennemis, remporta une grâce signalée d’une audience où ils l’avaient fait appeler pour le perdre.
Malheureusement pour lui, au lieu de devenir plus sage, il crut, après une telle épreuve, pouvoir se tout permettre impunément. La tête échauffée par l’étude continuelle des écrits de la sainte siennoise, il conçut l’idée de joindre à leur publication celle d’un vocabulaire formé des seules expressions dont elle y avait fait usage ; il se proposa d’y démontrer que dans la langue toscane, le dialecte de Sienne était préférable à celui de Florence pour la grâce, l’élégance et la pureté, malgré les prétentions des Florentins. On le lui aurait peut-être pardonné, s’il avait unis dans cette discussion délicate les précautions, les ménagements et les égards qu’elle exigeait ; mais il fit précisément le contraire. Il assaisonna ses critiques de mots piquants et dérisoires contre les Florentins et leur académie ; de sarcasmes offensants et de traits satiriques les plus aigus. Cette espèce de fureur n’avait, dit-on, d’autre cause que le refus que lui avait fait l’Accademia della Crusca d’admettre, dans son édition de 1692 quelques mots qu’il croyait suffisamment autorisés, puisqu’ils avaient été employés par la sainte. Il en avait toujours conservé un ressentiment qu’il voulut enfin rendre public en faisant imprimer Rome, en 1717, son vocabulaire en tête du deuxième volume des œuvres de Sante Catherine ; trente-quatre feuilles étaient déjà tirées, et l’on en était à lettre R quand son secret fut éventé par l’infidélité des imprimeurs. Aussitôt un décret du maitre du sacré palais arrêta l’impression, prohiba l’ouvrage ; et l’auteur fut exilé, par ordre du souverain pontife, à quarante milles de Rome. Le même décret fut réimprimé à Florence par ordre de l’inquisiteur général, et y fut publié le 1er septembre. Le lendemain les académiciens de la Crusca s'étant assembles, rayèrent Gigli de leur liste par un décret enregistré dans les actes de l’Académie, et revêtu de l’approbation du grand-duc. Le 9, ils firent brûler solennellement, par la main du bourreau et au son de la cloche du palais de justice, le livre dont on avait envoyé de Rome des exemplaires, et dont l’édition presque entière avait été saisie. La vindicte académique, secondée auprès du souverain par les jésuites, qui avaient alors un grand crédit dans cette cour, n'en resta pas là. Un ordre émané de la Secrétairerie d'État fit effacer de même le nom de Gigli du rôle des professeurs de l’université de Sienne ; le ministre y ajouta, peu de temps après, la défense de rentrer dans sa ville natale. Il reçut cette nouvelle sentence à Viterbe, où il s’était retiré. Là, il réfléchit enfin sur ses imprudences et sur leurs suites ; il se vit menacé d’une ruine entière, et sentit qu’il n’avait d’autre moyen de la prévenir que d’obtenir du grand-duc son rappel, mais qu’il le solliciterait inutilement si le Pape ne lui accordait d’abord la permission de retourner à Rome.
Heureusement il trouva un puissant appui auprès du Saint-Père dans le prélat gouverneur de Rome, Alessandro Falconieri ; mais il fallut écrire et publier une rétractation générale de ce qu’il avait écrit, puis des rétractations particulières, puis encore d’autres rétractations ; il s’humilia plus qu’on ne l’aurait attendu d’un caractère tel que le sien, et plus qu’on ne le doit faire quand il ne faut que choisir entre la honte et le malheur. Il ne réserva enfin d’autres droits que ceux du dialecte de sa patrie, et déclara qu’en désavouant les formes qu’il avait employées pour le défendre, il maintenait la question de prééminence dans toute son intégrité ; trait de zèle et de fermeté philologique qu’il n’est pas indifférent d’observer. Les désaveux eurent l’effet qu’il en avait espéré ; son exil de Rome fut levé, et peu de temps après celui de Sienne. Il y trouva porté au comble le désordre qui s’était mis depuis longtemps dans sa fortune, et que rendaient inévitable sa libéralité presque sans bornes, son goût pour la dépense, pour les fêtes, les spectacles, la bonne chère, et le défaut total de surveillance sur la conduite de ses affaires et sur la gestion de ses biens.
Sa femme était d’une humeur toute opposée, économe jusqu’à l’avarice, difficile à vivre, dévote, acariâtre, et d’un âge dont la disproportion avec le sien s’était fait sentir de plus en plus ; Gigli commençait à éprouver aussi les incommodités de la vieillesse, et se trouvait tout à la fois assailli par le malaise de sa situation, par des infirmités habituelles, et par des orages domestiques qui se renouvelaient les jours. Peu de temps après son retour de Rome, des symptômes d’hydropisie qui l’y avaient menacé augmentèrent ; il s’occupa depuis ce ment de mettre ordre à ses affaires spirituelles. Malgré l’empire que ses passions avaient pris sur lui, sa piété avait toujours été très-fervente ; elle reprit tout son ascendant. Les progrès rapides de l’hydropisie lui inspirèrent la résolution d’aller finir ses jours à Rome ; il quitta Sienne pour la dernière fois ; arrivé dans la capitale du monde chrétien, il n'y vit presque plus que son confesseur, qui était son compatriote et son ancien ami ; il se fit apporter tous ses écrits satiriques encore inédits, et qu’il avait fait venir de Sienne ; il y mit le feu de sa main, et exigea de ce bon religieux la promesse d’en faire autant de tous ceux que l’on découvrirait après sa mort. Elle arriva le 4 janvier 1722. On ne trouva pas chez lui de quoi le faire enterrer avec un peu de décence ; mais l’admiration qu’on avait à Rome pour un littérateur de son mérite était telle, que des maisons religieuses se réunirent pour lui faire gratuitement des funérailles honorables, et que ses restes furent accompagnés jusqu’à la sépulture par un cortège nombreuse. Il lui fut aussi rendu de grands honneurs dans sa patrie. L’académie des Rozzi, dont le théâtre avait souvent été enrichi de ses productions, se distingua par une pompe funèbre à laquelle les lettres et les arts s’empressèrent de contribuer. On oublia les torts qu’il s’était donnés par chaleur de tempérament, par imprudence, par une haine involontaire contre tout ce qui lui paraissait blesser la vérité dans la morale comme dans les productions de l’esprit, mais où il n’entrait ni haine personnelle, ni envie, ni malveillance ; car il était au fond d’un commerce très-sûr et très-doux.

## Œuvres
Ses ouvrages, de genres très divers entre eux, mais tous marqués au coin du vrai talent et du bon goût, prirent dès-lors, dans l’estime des connaisseurs, une place qu’ils ont conservée. Ils étaient beaucoup trop nombreux : l’expédition qu’il fit avant de mourir, y porta remède. On ne s'est rappelé aucun écrit important qu’il ait alors détruit ; les malices et les personnalités satiriques méritent peu d'être regrettées ; et sa réputation y a gagné sans doute dans plus d’un sens en échappant aux édition posthumes. Nous joindrons ici aux titres des principaux ouvrages qui se sont conservés de lui, des détails qui n’ont pu entrer dans la notice de sa vie.

### Drames en musique, sacres et profanes
- Santa Genevieffa, dramma per musica, recitato nel collegio Tolommei, Sienne, 1689, in-12 ; Venise, 1700, in 12.
- Giuditta, dramma sacro per musica, Sienne, 1693, in 12.
- La madre de' Maccabei, oratorio per musica, Sienne, in 12, sans date.
- Il martirio di S Adriano, idem, Sienne, in-12.
- Le spose de' Cantici, idem, 1701, Sienne, in-4°.
- Fede ne' tradimenti, dramma recitato nel collegio Tolomei, carnevale 1689, Sienne in-12, répété sur plusieurs théâtres, à Mantoue, 1689, à Bologne, 1690, à Venise, 1705, etc., musique de Carlo Francesco Pollarolo, et encore ailleurs avec d'autre musique.
- Amore fra gl'impossibili, Sienne et Rome, 1693, in-12 ; Venise, 1700 in-12 ; Padoue, 1707, 1708, in-12 ; musique de Carlo Campelli.
- Forza del sangue e della pietà, dramma per musica, Venise, 1700, in-12.
- Ludovico Pio, dramma eroico per musica, Sienne et Venise, in-12.
- Dirindina, farsetta postuma per musica, Sienne et Venise, 1729, in-8°, etc. Presque toutes ces pièces font partie du Recueil intitulé : Scelta delle poesie drammatiche di Girolamo Gigli, Venise, 1700, 1704, deux volumes in-12.

### Comèdies
- Don Pilone, ovvero il Bacchettone falso, commedia in prosa tradotta dal Tartuffe di Molière, Lucques, 1711, in-8° ; Bologne, 1717, in-12, etc. Nous avons donné une idée de la représentation et de l'effet de cette comédie. Le traducteur avait ajouté quelques scènes à l’auteur original, dans le second et le troisième acte : on ne s’aperçoit pas qu’elles manquent dans notre Tartuffe ; mais il eut raison de les ajouter, puisqu'elles réussirent dans son pays. Il y joignit aussi des intermèdes, ornement qui était alors indispensable dans les comédies italiennes : quoique étrangers à l’action, ils ne le sont pas au sujet ; ce sont des pantomimes et des entrées mêlées de chant, toutes dirigées contre l’hypocrisie et les hypocrites.
- La Sorellina di don Pilone commedia recitata in Siena da gli accademici Rozzi, 1721, in-12. Cette pièce appartient toute à l'auteur, et lui appartient d’autant mieux, que lui, sa femme, sa servante, sa famille en un mot, ont fourni le sujet et les principaux personnages. Elle peut donner une idée de ce que Gigli se croyait permis sur le théâtre, et de l’espèce de cynisme comique qui faisait un des caractères de son talent. Sa femme y est mise en scène avec son humeur scabreuse, sa sordide avarice, et son aveugle crédulité. Il s’y peint lui-même, à peu près tel qu’il était, bon homme au fond, mais malin, goguenard insouciant, dissipateur, toujours occupé de vers ou de prose, jamais de ses affaires, et, au milieu des plus grands embarras, tendant des pièges à l’hypocrisie, et triomphant quand il l'y a fait tomber. De peur qu'on ne se trompât au rôle de l’hypocrite D. Pilogio, qui est le fourbe de la pièce et un second D. Pilone, il le désigne, dans sa préface, par l’initiale de son nom. C’était, dit-il, le signor Ambrogio S..., chevalier par sa naissance et hypocrite par état, qui allait tous les jours tantôt chez une veuve, et tantôt chez une femme mariée, diriger les affaires d’intérêt, choyer les procès, semer des anecdotes scandaleuses : mais, ajoute-t-il plaisamment, ce personnage est quelquefois trop chargé dans D. Pilogio ; car, à parler vrai, si vous en exceptez un peu d’amour platonique pour quelque veuve, et un peu de gloutonnerie, le signor S... ne pouvait nullement être le sujet de cette comédie. Du reste, l’intrigue de la pièce est vive, le dialogue soutenu ; les caractères sont vrais, à une certaine exagération près, et bien contrastés entre eux : mais plusieurs traits, et même des scènes entières, sentent plus la farce que la bonne comédie ; et, comme l’a dit un habile critique siennois[1], on ne sait ce qu’on doit penser d’un homme qui s’amuse à livrer ainsi sur le théâtre, à la risée publique, sa propre famille et lui-même.
- Avant ces deux comédies il avait donné I litiganti ovvero il giudice impazzato, imitée et presque traduite des Plaideurs de Racine, imprimée à Venise, 1704, in- 12 ; et quelques autres qui ne le furent qu'après sa mort.
- Ser Lapo, ovvero la moglie giudice e parte, tirée de la pièce française de Montfleury, Sienne, 1751, in-8°.
- I Vizj correnti all'ultima moda, tirée d’une pièce peu connue de Palaprat, que nous croyons être la dernière de son théâtre, intitulée la Prude du temps, Florence, 1745, in-8°.
- Le Furberie di Scapino, tirée de la pièce très connue de Molière, Bologne, 1755, in-8°.
- Il Gorgoleo, ovvero il governatore delle isole natanti, Sienne, 1753, in-8°, etc.

### Autres œuvres
- Poesie sagre, profane e facete, Padoue, 1736, in-12. Les pièces plaisantes (Facete) de ce Recueil sont les seules qui n’aient pas été comprises dans la destruction qu’il fit lui-même de celles de ce genre avant sa mort ; elles étaient, comme on l’a vu, presque toutes satiriques. Il paraît cependant qu'il en est échappé un certain nombre, mais qui sont encore inédites, et contenues sous le titre de Frottole, dans un manuscrit de la bibliothèque de Crevenna. Une note du catalogue de cette bibliothèque annonce que, dans ce Recueil très piquant de satires contre les hypocrites, l’auteur les ménage encore moins qu'il a fait dans aucun autre de ses ouvrages. Il serait intéressant de savoir en quelles mains ce manuscrit a passé.
- Relazione del collegio Petroniano delle Balie latine aperto in Siena nel 1719 ; Sienne, la même année, in-4°. Rien de plus original que l'idée de cet ouvrage. L’auteur y décrit un établissement qui n'existait pas, dont il feint que la fondation a été faite au XIIe siècle par le cardinal Petroni, pour que la langue latine redevînt, au bout d’un certain temps, à Sienne et de là en Italie, la langue usuelle et parlée. Différents obstacles s'étaient jusqu'alors opposés à l’exécution des volontés du cardinal ; mais ils ont été levés : un grand édifice a été choisi, accorde par le gouvernement ; de jeunes nourrices, qui ne parlent que latin, y ont été appelées de Pologne, de Hongrie, d’Allemagne ; elles y sont logées avec des nourrissons des deux sexes et des premières maisons de Sienne. La surveillance et la direction de l’établissement sont confiées à des dames siennoises, qui sont aussi des plus distinguées de la ville, et qui forment avec des cavaliers, d’un rang égal au leur, une société de personnes instruites, occupées du succès des vues patriotiques du cardinal Petroni. Les noms et surnoms des hommes et des dames, ainsi que celui des nourrices, sont rapportés avec exactitude. On a fait avec la plus grande solennité l'installation des nourrices et du corps d’administration, et l’ouverture des exercices. Cette pompe est décrite dans tous ses détails : les discours latins de la présidente et des autres grandes fonctionnaires sont imprimés en entier. Les jeux succèdent aux cérémonies, et se terminent par ces jeux d'esprit qui étaient fort à la mode à Sienne dans les veillées : tous les personnages sont connus dans la ville ; ils parlent et plaisantent suivant leur caractère. Enfin un extrait suivi de ce singulier livre suffirait à peine pour en donner une juste idée. Rien n’y parait fiction ; tout ressemble à la vérité. Le public presque entier y fut trompé : partout en Italie et dans les pays étrangers où l’ouvrage parvint, on tint pour constant qu'il y avait à Sienne un collège latin dont les premiers professeurs étaient des nourrices latines, et destiné à ressusciter, dans toute sa pureté, l’ancienne langue du Latium.
- C’était dans un genre à peu près pareil, mais encore plus piquant, que l’auteur avait imaginé d’écrire ses Novelle ideali, pendant un assez long séjour qu’il avait fait à Rome, pour y placer ses deux fils aînés, lorsqu'ils furent en âge de prendre un état. Il adressait à l’un de ses amis des nouvelles, ou politiques, ou littéraires, qui n’avaient de réalité que dans son imagination fantastique. Cet ami était un bonhomme fort crédule, qui prenait tout cela pour véritable, et qui le répandait comme tel. On cite surtout la première pièce de cette bizarre correspondance. C'était une lettre que Gigli disait arrivée de la Chine pour annoncer au Pape une ambassade de l’empereur : grâce à la crédulité de son ami, et à la fidélité des couleurs sous lesquelles les choses y étaient représentées, elle passa généralement pour vraie ; il en courut des copies en Hollande et en Suisse ; elle y fut imprimée dans les gazettes avec des réflexions politiques les motifs qui avaient pu engager l’empereur de la Chine à envoyer cette ambassade à Rome. Le pape lui-même Clément XI lut cette lettre, et en rit de tout son cœur : sachant qu’un des prélats de sa maison connaissait l'auteur, il lui fit demander quelques-unes des lettres qui suivirent cette première, et il se délassait, par cette lecture amusante, des travaux et des soins de son gouvernement.
- Gigli publia en 1712, à Rome, en l’honneur de ce pape, une espèce de poème dithyrambique, où il n'y a pas moins de bizarrerie que d’esprit, intitulé Balzana poetica ; ce qu'on pourrait traduire en français par garniture ou falbala poétique. C’est, sous une forme que n’ont pas ordinairement les éloges, un éloge des actions de Clément XI. L’auteur en avait fait une lecture publique dans des fêtes annuelles de l’Académie des Arcades, et il la fit imprimer in-4° sous son nom arcadien d’Amaranto Sciaditico.Il avait donné deux ans auparavant, sans nom d’auteur, à Rome, sous le titre de Tivoli, un ouvrage très-sérieux, mais dont la gravite n’était qu’apparente, à en juger même par le seul titre. C'étaient la vie et les prophéties d’un certain Brandano, qui avait fait beaucoup de bruit en Italie au XVIIe siècle. Ce prophète était un paysan nommé Carosi, né dans les environs de Sienne, à qui l’on avait donné, dans sa jeunesse, le surnom de Brandano (du mot brando, synonyme de spada, épée), parce qu'il était fort mauvais sujet et grand ferrailleur. Il s’était converti, et s’était mis à prêcher le peuple de Sienne et à mêler ses sermons de prophéties. Il faisait des excursions dans les villes voisines, et en fit même jusqu'à Rome. Il y prophétisa tant de malheurs, dont il attribuait la cause aux désordres de la cour romaine, qu'il irrita le pape Clément VII : celui-ci voulut le faire périr, mais il n'y gagna que de lui faire opérer un miracle et prophétiser le sac de Rome. Des auteurs graves, et même Guichardin, racontent ainsi cette aventure. Le pape fit arrêter Brandano et, sans autre forme de procès, le fit lier dans un sac et jeter dans le Tibre. Le même jour Clément VII, faisant la visite des sept églises, le rencontra près de Saint-Paul, tout couvert de boue, et tel qu’il s’était miraculeusement échappé du sac. Brandano s’avança au-devant de lui, et lui dit de son ton de prophète : Vous m’avez mis dans le sac, et Dieu vous y mettra vous-même. Il fit dans la suite des pèlerinages à Saint-Jacques en Galice et dans d’autres lieux saints, prêchant et prophétisant toujours, presque nu, sans habits, sans chaussure, faisant gloire de sa folie, se donnant lui-même le surnom de Pazzo di Cristo, et annonçant partout la colère de Dieu : enfin, de retour à Sienne, il y mourut en odeur de sainteté, en 1554, âge de 66 ans. Sa vie et ses prophéties, réputées presque toutes véritables, couraient en manuscrit depuis longtemps, et le texte s'en altérait de plus en plus : Gigli rassembla les meilleures copies qui se trouvaient dans les bibliothèques de plusieurs maisons religieuses ; il y joignit les traductions les plus authentiques ; et les publia en un volume avec de savantes observations, sous ce titre qui dispense d'examiner les intentions de l'éditeur : Vita e profezie di Brandano Sanese, volgarmente detto il Pazzo di Cristo, novamente publicate e raccolte da i codici più autorevoli, e dedicate a madonna reverendissima la Sibilla Tiburtina, Tivoli, nella stamperia dell'indovino, 1710, in-4°. Apostolo Zeno, en annonçant cette publication dans le premier volume du Giornale de' Letterati ďltalia, ne paraît cependant former aucun soupçon sur le vrai sens où elle devait être prise. Ce savant critique était de si bonne foi, qu'il n’entendait rien à ces sortes de mystifications. Il fut la dupe d’une autre bien plus forte, que Gigli osa lui adresser personnellement. Il lui écrivit qu après la Vie de Brandano, il se préparait à en publier une encore plus intéressante pour l'histoire, celle du roi Petit-Jean, Giannino, écrite en latin par ce roi même, au XIVe siècle, et restée inédite jusqu'à ce jour. Ce monarque imaginaire était fils de notre roi Louis X, dit le Hutin. On sait que Louis, mort à 27 ans, laissa un fils posthume, nommé Jean, qui naquit en novembre 1316, et ne vécut que huit jours. Selon sa prétendue histoire, il avait été changé au berceau, caché jusqu'à l’âge de neuf ans, transporté ensuite à Sienne, où il avait été élevé, puis reconnu, puis enlevé, emmené prisonnier à Naples, etc. Tous ces événements étaient censés racontés par lui-même dans cette vie tirée du manuscrit original, qui devait paraître avec des notes et observations du savant Fontanini. Cette dernière circonstance ne pouvait manquer de faire reconnaître l’imposture : pour cette fois, le bon Apostolo Zeno, qui avait eu la simplicité d’annoncer aussi cette nouvelle dans son journal, trouva la plaisanterie un peu forte, et, sans se brouiller entièrement avec Gigli, il en garda toujours un peu de rancune.
- Vocabolario delle opere di Santa Caterina e della lingua sanese, 1717, in 4°. Nous avons fait connaître plus haut cet ouvrage et le sort qu’il éprouva. Les exemplaires échappés aux flammes et à la saisie du Saint Office, sont en très-petit nombre et fort rares ; ils n’ont point de frontispice, et ne vont que jusqu'à la lettre R. Gigli en refit depuis le manuscrit, qu'il conduisit jusqu'à la fin de l’alphabet. Il fut imprimé à Lucques plusieurs années après sa mort, par les soins d’un de ses disciples, sans date et sous le faux titre de Manilla nell’isole Filippine. Le Vocabolario Cateriniano remplit le 2e et le 3e volumes de l’édition des œuvres complètes de Gigli, donnée à Sienne, sous le titre de la Haye, en 1797, en 6 ou 7 volumes in-8°.
- Il Pazzo di Cristo vaticinante, poesia fanatica, 1720, Rome, sous le faux titre de Sienne ; espèce de dithyrambe à la louange et sur la nomination du grand-maître de Malte Zondadari. L’auteur y fait parler et prophétiser, en style dithyrambique, ce Brandano dont il avait écrit la vie.
- Regole per la toscana favella dichiarate per la più stretta e per la più larga osservanza, in dialogo, etc. Rome, 1721, in-8° ; réimprimé à Lucques, 1754, in-8°, avec d'autres pièces qui ne sont point de notre auteur.
- Gigli a fait réimprimer le Trattato della vera origine e del processo e nome della nostra lingua, et le Origini della volgar toscana favella du savant philologue siennois Celso Cittadini, et y a joint quelques opuscules inédits du même auteur, tels que des notes sur les Prose del Bembo et sur la Giunta del Castelvetro, et un Trattato degl'idiomi, sous ce titre : Opere di Celso Cittadini sanese, etc., Rome, 1721, in-8°.
- Lezioni di lingua toscana, con tre discorsi accademici, pubblicate da Catena, Venise, 1744, 1751, in 8°.
- Diario sanese, Lucques, 1723, deux vol. in-4° ; ouvrage rempli d’érudition et de recherches sur l’histoire tant profane que sacrée de Sienne : l’auteur y travaillait encore lorsqu’il fut surpris par la maladie dont il mourut. Ce livre suffirait pour prouver l’étendue de son savoir, et combien de productions utiles il eût pu laisser après lui, s'il avait donné en général une meilleure direction à ses travaux. Sa Vie a été écrite en italien par un écrivain caché sous le nom arcadien d’Oresbio Agieo, Florence, 1746, in-4° de VIII et 188 pages, avec le portrait de Gigli, la liste (incomplète) de ses ouvrages tant imprimés qu’inédits, sa lettre au chevalier A.-F. Marmi, et cinquante-cinq lettres qui furent écrites à Gigli par les principales académies d’Italie, pour son édition des Œuvres de Sainte Catherine. Elles sont toutes réimprimées en tête du second volume de l’édition de ses Œuvres, citée dessus.